# (145166) 2005 JL
(145166) 2005 JL — астероїд головного поясу, відкритий 3 травня 2005 року.
Тіссеранів параметр щодо Юпітера — 3,592.